# Antoine Cariot
Pour les articles homonymes, voir Cariot.
Antoine Cariot, né le 29 janvier 1820 à Écully et mort le 22 février 1883 à Sainte-Foy-lès-Lyon, est un prêtre français, surtout connu comme botaniste.

## Biographie
Nommé vicaire de la Croix-Rousse en 1848 puis de Sainte-Foy-lès-Lyon en 1850, il devient curé de Tassin en 1862 et de Sainte-Foy-lès-Lyon en 1872.
Il se forme à la botanique avec Ludovic Chirat et constitue un herbier de la flore lyonnaise et de la chaîne des Alpes.